# Öküz Kara Mehmed Pascià
Damat Öküz Mehmed Pascià (letteralmente "Mehmed Pascià il bue", noto anche come Kara Mehmed Pascià (il nero, nel senso di coraggioso) o come Kul Kıran Mehmed Pascià (lo schiavista); Istanbul, 1557 – Istanbul, 23 dicembre 1619) è stato un politico e militare ottomano.

Ha ricoperto la carica di Gran Visir due volte, la prima volta dal 17 ottobre 1614 al 17 novembre 1616 (durante il regno di Ahmed I) e la seconda volta dal 18 gennaio 1619 al 23 dicembre 1619 (durante il regno di Osman II, il Giovane). Fu anche beilerbei d'Egitto dal 1607 al 1611. Il soprannome di Öküz Mehmed "Kul Kiran" (schiavista) derivava dal suo successo nello schiacciare una rivolta dei Sipahi e di altri gruppi della guarnigione ottomana in Egitto grazie al supporto della cavalleria mamelucca nel 1608, (i soldati erano spesso conosciuti come kul o schiavi).

## Biografia

### Primi anni
Era figlio di un maniscalco e di origine musulmana, ma riuscì a entrare al servizio a palazzo e ricoprendo alcuni incarichi, il principale dei quali fu quello di silahdar, una posizione di alto rango nella guardia del sultano, che tenne per diversi anni, raggiungendo il grado di visir.
Sposò la principessa Gevherhan Sultan, figlia del sultano Ahmed I e di Kösem Sultan, diventando quindi "damat", genero della dinastia ottomana.

### Governatore d'Egitto
Prima del suo primo mandato come gran visir, Mehmed Pascià fu nominato governatore dell'Egitto nel 1607, incarico che mantenne fino al 1611. Nel 1604, tre anni prima di assumere l'incarico, il governatore dell'Egitto ottomano Maktul Hacı Ibrahim Pascià fu assassinato dai sipahi ammutinati delle sue stesse truppe. Questo evento causò tre anni di instabilità in Egitto, con i successivi due governatori, Hadım Mehmed Pascià e Yemenli Hasan Pascià incapaci di sedare completamente la ribellione. Quando Mehmed Pascià entrò in carica, i suoi metodi forti e la sua personalità gli permisero di sopprimere i sipahi e di abolire la "tulba", un pagamento forzato richiesto dalle truppe agli abitanti del paese per il loro mantenimento, che avevano imposto alla popolazione egiziana. Dopo essere sbarcato per la prima volta ad Alessandria, raccolse il sostegno pubblico visitando le tombe dei mistici locali e trattando bene i mamelucchi, ordinando di riparare gli edifici e le strutture costruite dai mamelucchi. Procedette poi all'esecuzione dei sanjak-bey che avevano permesso ai sipahi di imporre la tulba avvertendo tutti della stessa possibile sorte.
Le tensioni raggiunsero l'apice nel febbraio 1609, quando i ribelli si riunirono nella città di Tanta e si incontrarono sulla tomba di Ahmad al-Badawi, il mistico più popolare d'Egitto, per giurare che avrebbero resistito agli sforzi di Mehmed Pascià; iniziarono quindi a radunare truppe e a saccheggiare i villaggi per i rifornimenti. Mehmed Pascià raccolse anch'egli delle truppe, anche se alcuni dei suoi ufficiali suggerirono la diplomazia, che Mehmed accettò, inviando un muftī di nome Altıparmak Mehmed Efendi e un ufficiale a negoziare con i ribelli. Il muftī consigliò ai ribelli di cedere a "coloro che hanno autorità", e al rifiuto, le forze di Mehmed Pascià iniziarono a mobilitarsi.
Le forze di Mehmed Pascià incontrarono i ribelli appena a nord del Cairo. I ribelli, scoraggiati, persero la battaglia, e le forze del pascià giustiziarono sommariamente più di 250 di loro, mentre altri furono poi esiliati nello Yemen.
In seguito a questo evento, Mehmed Pascià divenne noto come Kul Kıran ("schiavista" in turco) per aver sottomesso i mamelucchi e i soldati al dominio ottomano. Continuò a promuovere i lavori pubblici e tentò di riformare l'organizzazione fiscale e militare dell'eyalet d'Egitto, riducendo il numero dei sangiaccati locali a 12, anche se questa misura fu poi abbandonata. La tassa della provincia inviata a Istanbul aumentò e questo attirò l'attenzione del sultano nel 1611, fu richiamato nella capitale Costantinopoli dal Sultano che lo nominò capitan pascià e secondo visir. Nel 1612 sposò la figlia del sultano Gevherhan Sultan (che aveva 7 anni) e si oppose ad una capitolazione con le Province Unite che fu infine firmato (6 luglio 1612). Pirati maltesi e toscani attaccarono Agha Limani, vicino a Silifke, nell'Anatolia meridionale. La flotta ottomana andò per mare (1613) per combattere questi pirati ma nelle acque di Samo affrontò l'Ammiraglio Ottavio d'Aragona Tagliavia, al servizio del Viceré di Napoli, e fu sconfitto, perdendo temporaneamente i favori del sultano e l'ufficio.

### Gran visierato
Mehmed Pascià fu in carica come gran visir dal 17 ottobre 1614 al 17 novembre 1616, e di nuovo dal 18 gennaio 1619 al 23 dicembre 1619. Mentre era in carica, era solitamente chiamato Kara Mehmed Pascià, il soprannome Öküz ("bue") veniva utilizzato alle sue spalle (anche se quasi certamente deve averlo sentito) in virtù della sua corporatura massiccia e di suo padre che era stato un maniscalco nel quartiere di Karagümrük di Costantinopoli. La storia ha mantenuto questo soprannome piuttosto che Kara, che significa "nero" in turco e che può riferirsi alla carnagione o ai capelli o, in senso figurato, al coraggio e all'audacia.
La sventura fu breve, poiché era il genero prediletto del sultano, e nel 1614 fu nominato caimacam; giustiziato il Gran Visir Gümülcineli Damat Nasuh Pascià il 17 ottobre 1614 fu nominato per prendere il suo posto. Incaricato di guidare l'esercito contro l'attacco di Abbas I il Grande di Persia in violazione del trattato del 20 novembre 1612, si recò ad Aleppo (giugno 1615), ma quando si fu organizzato, la brutta stagione era troppa avanzata e trascorse l'inverno a Marash (odierna Kahramanmaraş), Malatya, Sivas e Karaman. Nell'aprile 1616 lasciò Aleppo e marciò su Erevan, arrivando personalmente a Kars (passando per Göksun, Yayla ed Erzurum) mentre inviava due forze separate a Erevan e a Nihavand. Dopo aver vinto le battaglie con le truppe persiane incontrate lungo il percorso con l'esercito, raggiunse Ervan, che era nelle mani di persiani, e assediò la città. Scià Abbas avviò i negoziati di pace, inviando una delegazione per negoziare un nuovo accordo di cessate il fuoco. Il suo obiettivo però non era di arrivare ad un accordo, ma solo di prolungare i negoziati fino all'arrivo della stagione invernale. Poiché Öküz Kara Mehmet Pascià non poteva eseguire un'operazione militare in questa stagione, lasciò l'assedio di Ervan e tornò indietro. Scià Abbas impedì così l'occupazione di Erevan da parte degli Ottomani. Öküz Kara Mehmet Pascià trascorse quell'inverno nell'altopiano di Soğanlı. Ma cominciarono ad arrivare notizie che i suoi rivali a Istanbul stavano criticando il fallimento dell'assedio di Erevan, così mandò un messaggio alla capitale che si sarebbe dimesso dall'incarico il 17 dicembre. Nel gennaio 1617 fu destituito per la prima volta dalla carica di gran visir e Maraşlı Damat Halil Pascià fu nominato gran visir, ma mantenne il grado di secondo visir e fu nominato consigliere del suo successore, nelle trattative di un trattato di pace definitivo con la Persia. Questa pace fu finalmente firmata nel campo turco nella pianura di Sarab (vicino ad Ardabil) il 26 settembre 1618.
Un episodio durante il suo periodo come gran visir fu una scorreria a Vienna accompagnato solo da 47 miliziani, senza aver informato il sultano o qualsiasi altra autorità nella capitale ottomana; finì in un completo fallimento e quasi gli costò la testa. Alcuni storici considerano la sua incursione come un terzo assedio di Vienna da parte dei turchi ottomani, accanto alle incidenze più note, intraprese prima dal sultano Solimano il Magnifico nel 1529 e poi dal gran visir Kara Mustafa Pascià nel 1683.

### Governatore di Aidin

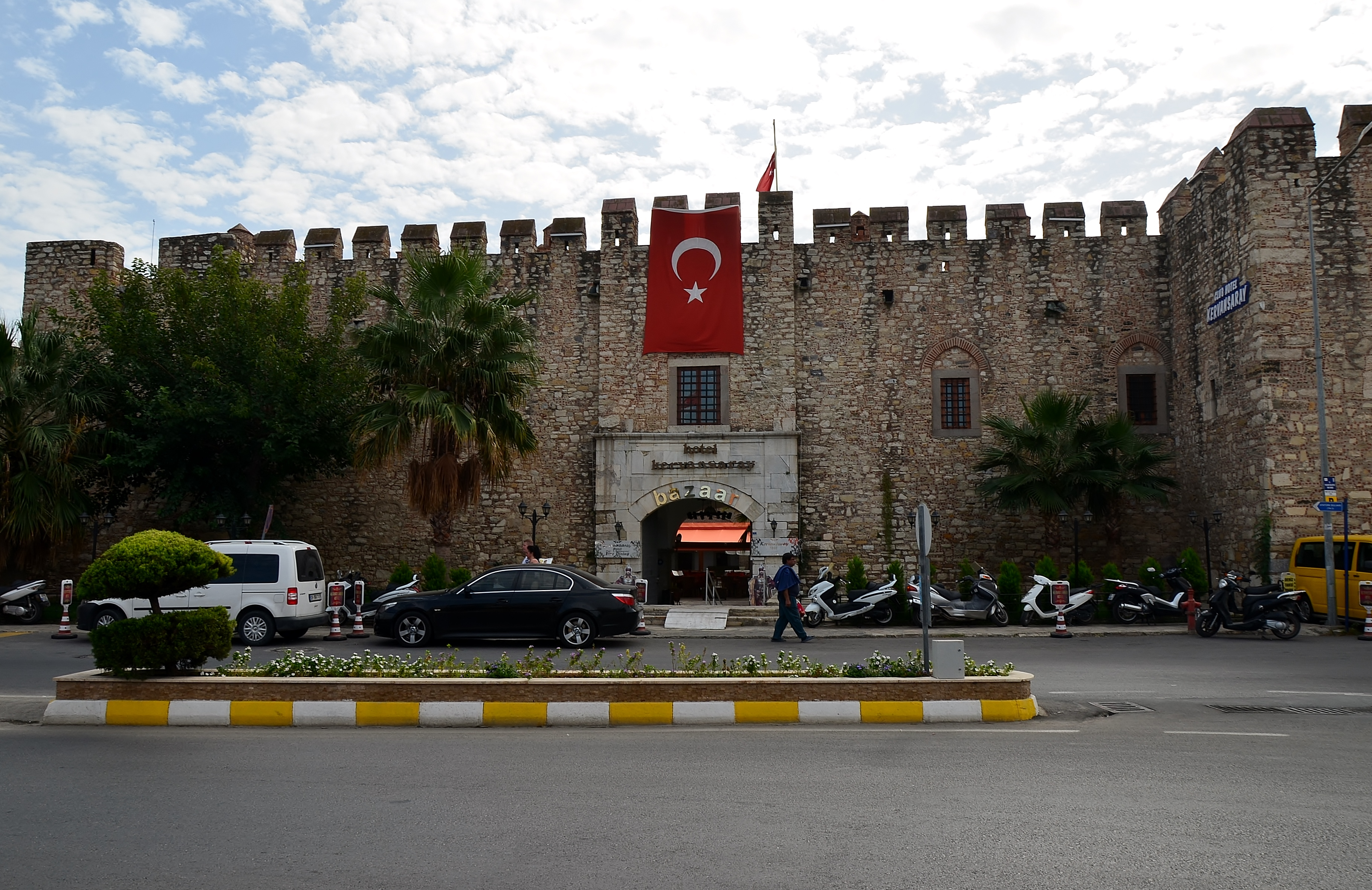
Caravanserai Öküz Mehmed Pascià a Kuşadası.

Tra i suoi due mandati da gran visir, ricoprì la carica di governatore del Vilayet di Aidin (allora una provincia che copriva gran parte dell'Anatolia occidentale), e il suo governatorato è segnato dalla costruzione di un caravanserraglio a Kuşadası, chiamato in suo onore caravanserraglio Öküz Mehmed Pascià, volto ad attrarre il commercio internazionale attraverso il porto di lì (che si spostò, nel tempo, molto più verso il porto di İzmir su preferenza dei mercanti europei). Il caravanserraglio di Kuşadası è usato oggi come hotel di lusso e centro commerciale. Ha fatto costruire un altro solido caravanserraglio a Ulukışla sulla strada per una campagna contro i Safavidi durante la guerra ottomano-safavide (1603-1618), che alla fine si concluse con una decisiva sconfitta ottomana.

### Morte
Fu strangolato a morte in ufficio nel 1619 da un giovane giannizzero di cui aveva cercato i favori.